# Берек
45°44′ пн. ш. 16°50′ сх. д. / 45.73° пн. ш. 16.83° сх. д.
Берек (хорв. Berek) — громада і населений пункт у Беловарсько-Білогорській жупанії Хорватії.

## Населення
Населення громади за даними перепису 2011 року становило 1 443 осіб. Населення самого поселення становило 447 осіб.
Динаміка чисельності населення громади:
Динаміка чисельності населення центру громади:

## Населені пункти
Крім поселення Берек, до громади також входять:
- Беговача
- Горня Гарешниця
- Костанєваць
- Кривая
- Ново Село Гарешничко
- Оштрий Зид
- Подгарич
- Поток
- Рушковаць
- Шимляна
- Шимляниця
- Шимляник